# 三菱ふそう・6R系エンジン
三菱ふそう・6R系エンジンは、三菱ふそうトラック・バスが製造する車両に搭載される直列6気筒のDOHC24バルブディーゼルエンジンである。本稿では同系エンジンの根幹となっているダイムラー・トラックグループの大型エンジンシリーズについても記述する。

## HDEPの概要
ダイムラー・トラックグループでは、メルセデス・ベンツ、三菱ふそう、デトロイトディーゼルの3社で設計の大きく異なる大型商用車用エンジンを多数擁していたが、世界各地域の自動車排出ガス規制への対応をめぐる開発費の抑制を図るため、3社共同で“Heavy-Duty Engine Platform”(HDEP)と称する基幹エンジン群を開発、これをベースに各地域に応じた小変更を加え市場に投入することとした。2007年、デトロイトディーゼルのDD15型を皮切りに市販が開始された。
HDEPは以下の4種類の直列6気筒エンジンで構成される。建設機械などのオフロード分野で用いるMTU向けユニットはメルセデス・ベンツ向けのOM47xをベースとしている。
| 種別     | 内径×行程 [mm] | 排気量 [cc] | 外形寸法 （全長×全幅×全高） [mm] | 乾燥重量 [kg] | 定格出力 [kW/rpm] | 最大トルク [N・m/rpm] | 燃料消費率 （定格出力点/最大トルク点） [g/kWh] | 名称(登場年次)            | 名称(登場年次) | 名称(登場年次)                      | 名称(登場年次)                                            |
| 種別     | 内径×行程 [mm] | 排気量 [cc] | 外形寸法 （全長×全幅×全高） [mm] | 乾燥重量 [kg] | 定格出力 [kW/rpm] | 最大トルク [N・m/rpm] | 燃料消費率 （定格出力点/最大トルク点） [g/kWh] | メルセデス・ベンツ        | MTU            | 三菱ふそう                          | デトロイトディーゼル                                      |
| -------- | -------------- | ----------- | -------------------------------- | ------------- | ----------------- | --------------------- | ---------------------------------------------- | ------------------------- | -------------- | ----------------------------------- | --------------------------------------------------------- |
| 11L級    | 125×145        | 10676       | 1325×955×1230                    | 990           | 320/1700          | 2100/1300             | 200/192                                        | OM470LA(2012)             | 6R1100         | 6R20(2017)                          | ―                                                         |
| 13L級    | 132×156        | 12808       | 1375×980×1260                    | 1140          | 390/1700          | 2450/1300             | 198/190                                        | OM471LA(2011)             | 6R1300         | 6R10(2010) 6R30(2023)               | DD13(2009)                                                |
| 15L級    | 139×163        | 14840       | ―                                | ―             | ―                 | ―                     | ―                                              | ―                         | ―              | ―                                   | DD15(2007)                                                |
| 16L級    | 139×171        | 15569       | 1425×1005×1290                   | 1277          | 460/1700          | 2900/1300             | 190/188                                        | OM473LA(2013)             | 6R1500         | ―                                   | DD16(2009)                                                |
| 製造拠点 | 製造拠点       | 製造拠点    | 製造拠点                         | 製造拠点      | 製造拠点          | 製造拠点              | 製造拠点                                       | マンハイム                | マンハイム     | 本体製造：マンハイム 補機取付：川崎 | レッドフォード （ミシガン州ウェイン郡）                   |
| 供給先   | 供給先         | 供給先      | 供給先                           | 供給先        | 供給先            | 供給先                | 供給先                                         | メルセデス・ベンツ ゼトラ | ―              | 三菱ふそう                          | フレイトライナー ウェスタンスター ピアース MCI バンホール |

ボアピッチは異なるが基本設計は共通とされ、HDEPグループ内の部品共用率は90%に達している。いずれも気筒あたり4バルブDOHC、水冷、4ストローク、直接噴射式、インタークーラーターボ付きである。高筒内圧力に対処すべく、シリンダヘッドやクランク周りなど各部の剛性を高めており、従来型の直列6気筒より重量が増加している。DOHC化は将来のVVT採用を考慮したものである。15・16L級はターボコンパウンドによる排熱回収で高効率化を図っている。
環境対策として、燃料噴射系に最大噴射圧2500barのボッシュ製増圧式コモンレールシステム「X-Pulse」（CRSN4.2）、排気再循環系に大容量EGRクーラー・連続制御式EGRバルブ、後処理装置に尿素SCRとDPFを組み合わせた「BlueTecシステム」を採用。2009年に「EPA2010」、2010年に「平成21年排出ガス規制」、2011年に「Euro 6」と、米日欧の世界3大自動車排出ガス規制に適合している。MTUのオフロード用エンジンは「Stage IV」（欧州）、「Tier 4 Final」（米国）両規制に適合する。

## 6R10型・6R30型

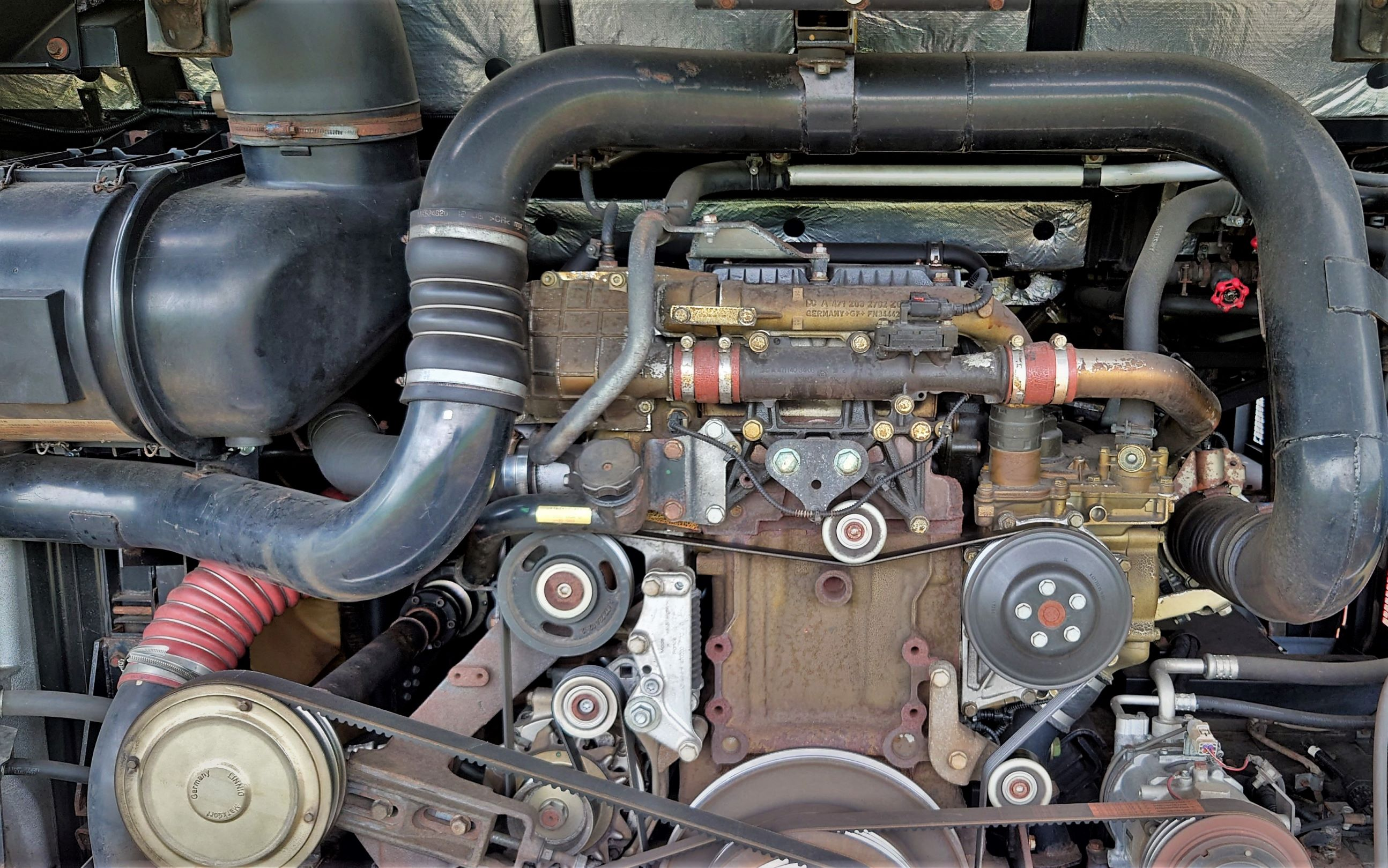
エアロエース(LKG-MS96VP)に搭載された6R10

三菱ふそうの6R10型・6R30型エンジンは、13L級のHDEPをベースとしたもので、吸排気管やオイルパンなどが日本専用設計となっている。6R10型は第1・第2世代、6R30型は第3世代の13L級HDEPをベースとしている。
当初は日本独自の仕様として過給器にVGターボ（三菱重工業製）を用いていたが、2014年より他の13L級ユニットと同タイプのアシンメトリックターボ（ツインスクロールターボの一種）に切り替えられている。
このエンジンも欧州系の例にもれずコンロッドが斜め割になっている。
ボルボD11や6M70のようにコンロッドボルトを2本にして斜め割を回避するような構造ではなく、クランクキャップもOM502とは異なりブロックからキャップの倒れを抑える為の固定ボルトもなく、コスト重視のエンジンである。
当初、日本への供給は13L級に限られていたため、350-520PSと他ユニットより出力帯が広かった。
三菱ふそうの大型トラック「スーパーグレート」のマイナーチェンジに伴い、6M70型エンジンの代替として2010年4月に登場。9月より同社の大型観光バス「エアロエース」（UDトラックスへのOEM供給車「スペースアローA」も含む）にも搭載された。その後、スーパーグレートは2017年のモデルチェンジで7.7Lの6S10型と10.7Lの6R20型に移行、エアロエースも同年に7.7Lの6S10型に移行した。
2023年にスーパーグレートの再モデルチェンジにより、日本国内向けにおいて13L級の設定が再開された。ただし従来の6R10型ではなく新たに6R30型を付与している。

### ラインアップ
最大トルクの“α”はVGターボ仕様、“β”はアシンメトリックターボ仕様。
6R10型
| 型式     | 圧縮比 | 最高出力（ネット値） [kW(PS)/rpm] | 最大トルク（ネット値） [N・m(kgf・m)/rpm] | 搭載車種                                     | 製造期間 | 備考                    |
| -------- | ------ | --------------------------------- | ----------------------------------------- | -------------------------------------------- | -------- | ----------------------- |
| 6R10(T2) | 17.3   | 257(350)/1800                     | α:1810(185)/1100 β:1810(185)/1200         | FU FS（50系除く） FV（ダンプのみ） FY MS(AS) | 2010-    |                         |
| 6R10(T3) | 17.3   | 279(380)/1800                     | α:1810(185)/1100 β:1810(185)/1200         | FU FS FV FY                                  | 2010-    |                         |
| 6R10(T4) | 17.3   | 309(420)/1800                     | α:1810(185)/1100 β:1810(185)/1200         | FU（50系除く） FS FV FP-R MS(AS)             | 2010-    |                         |
| 6R10(T5) | 17.3   | 279(380)/1800                     | α:2160(220)/1100 β:2160(220)/1200         | FU（50系除く） FS（50系除く）                | 2010-    | 12段INOMAT-II専用       |
| 6R10(T6) | 17.3   | 338(460)/1800                     | α:2160(220)/1100 β:2160(220)/1200         | FP-R FV-R                                    | 2010-    | 12段INOMAT-II専用(FP-R) |
| 6R10(T7) | 17.3   | 382(520)/1800                     | α:2160(220)/1100 β:2500(255)/1200         | FV-R                                         | 2011-    |                         |
| 6R10(T8) | 17.3   | 338(460)/1800                     | β:2500(255)/1200                          | FV-R                                         | 2014-    | 12段INOMAT-II専用       |

6R30型
| 型式     | 圧縮比 | 最高出力（ネット値） [kW(PS)/rpm] | 最大トルク（ネット値） [N・m(kgf・m)/rpm] | 製造期間 | 備考 |
| -------- | ------ | --------------------------------- | ----------------------------------------- | -------- | ---- |
| 6R30(T1) | 17.3   | 290(394)/1600                     | 2000(204)/1100                            | 2023-    |      |
| 6R30(T2) | 17.3   | 310(421)/1600                     | 2100(214)/1100                            | 2023-    |      |

## 6R20型
三菱ふそう・6R20形エンジンは11L級HDEPをベースとし、ポスト・ポスト新長期規制対応のために開発された。6R10と同様にアシンメトリックターボを採用しつつ、第2世代「X-Pulus」システムと称する250MPaまで高められたコモンレールシステムを採用している。また排気量において6R10比2.2L減、質量において170kg減のダウンサイジングを達成している。

### ラインナップ
| 型式     | 排気量 | 最高出力（ネット値） [kW(PS)/rpm] | 最大トルク（ネット値） [N・m(kgf・m)/rpm] | 製造期間 | 備考 |
| -------- | ------ | --------------------------------- | ----------------------------------------- | -------- | ---- |
| 6R20(T1) | 10676  | 265(360)/1,600                    | 2,000(204)/1,100                          | 2017-    |      |
| 6R20(T2) | 10676  | 290(394)/1,600                    | 2,000(204)/1,100                          | 2017-    |      |
| 6R20(T3) | 10676  | 315(428)/1,600                    | 2,100(214)/1,100                          | 2017-    |      |
| 6R20(T4) | 10676  | 338(460)/1,600                    | 2,200(224)/1,100                          | 2017-    |      |